# Aleksandar Aleksandrov (rameur)
Pour les articles homonymes, voir Aleksandar Aleksandrov et Aleksandrov.
Aleksandar Aleksandrov, né le 9 avril 1990 à Sofia, est un rameur bulgare naturalisé azerbaïdjanais en 2010.
Il remporte la médaille de bronze en skiff lors des Championnats d'Europe d'aviron 2007 et la médaille d'argent en deux de couple aux Championnats d'Europe d'aviron 2014.
Il termine 5e du skiff lors des Jeux olympiques de Londres. À Aiguebelette, il se qualifie avec Boris Yotov pour la régate olympique de Rio en deux de couple en remportant la finale B des Championnats du monde 2015..